# Monte Montgomery

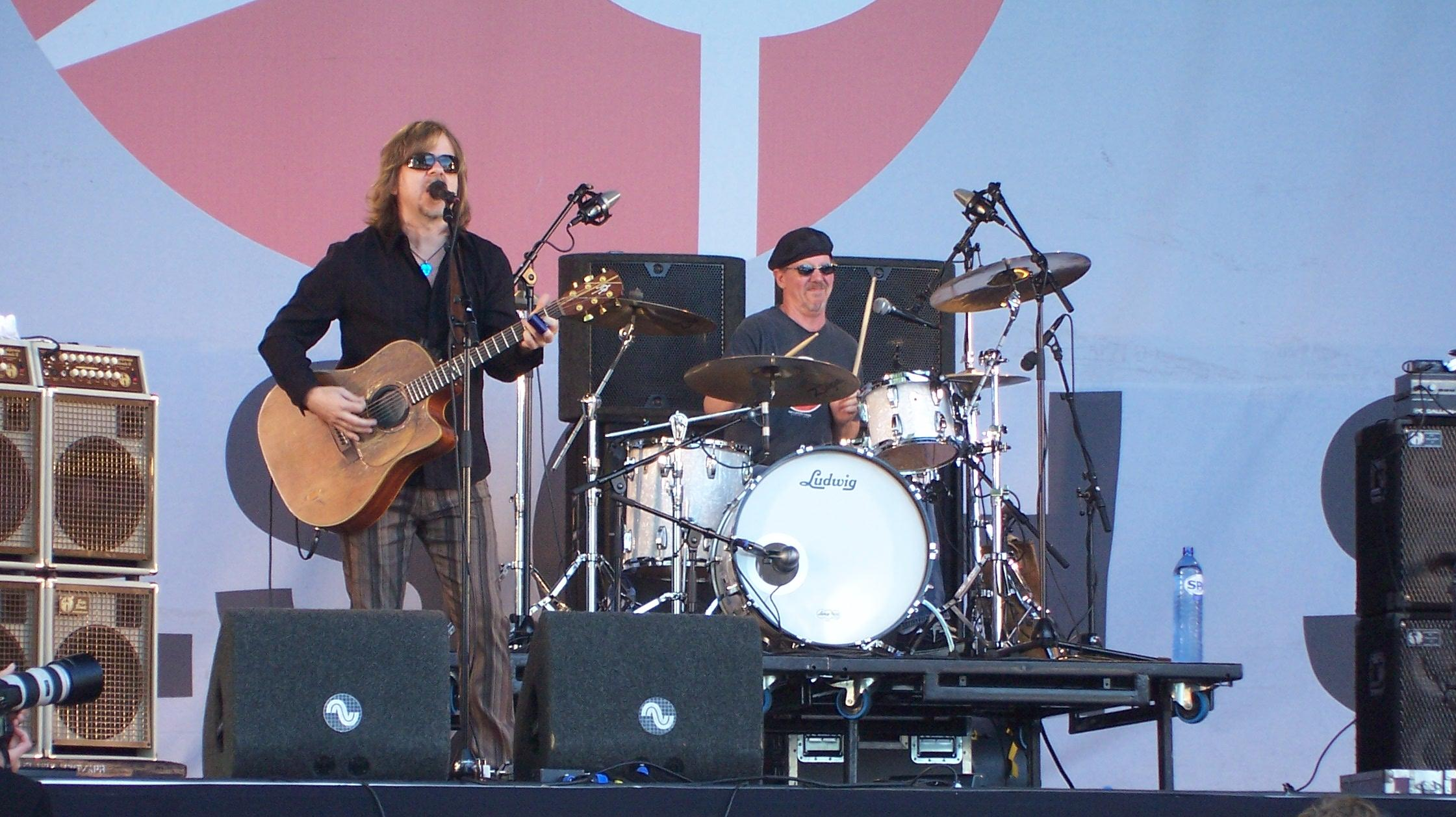

Monte Montgomery (* 11. August 1966 als Monte Patrick Montgomery in Birmingham, Alabama) ist ein amerikanischer Musiker, Sänger und Songwriter, der vor allem für seine Live-Auftritte mit seiner elektro-akustischen Gitarre bekannt ist.

## Karriere
Montgomery begann seine Karriere bei einem Regionalsender, wo er im Rahmen einer Livesendung fünf Titel mit seinen damaligen Bandmitgliedern Chris Maresh am Bass und Phil Bass am Schlagzeug vorführte.
Er war schon auf zahlreichen Magazincovers zu sehen, darunter die Novemberausgabe von "Acoustic Guitar" von 2005, die 2005er Winterausgabe von "Frets" und die 2006 Dezember-Ausgabe des italienischen Magazins "Guitar Club" 2004 wurde er vom "Guitar Player Magazin" als einer der "Top 50 Gitarristen Aller Zeiten" bezeichnet. Nebenbei führte er in den späten 1990er Jahren die Liste der zehn Besten unbekannten Gitarristen des "Guitar One Magazins" Amerikas an. Als einzigem Künstler gelang es ihm den "Best Acoustic Player" Preis des SXSW Festival in Austin sieben Jahre (1998–2004) in Folge zu gewinnen.
Am 24. Januar 2004 brachte Alvarez Guitars die MMY1 Monte Montgomery Signature-Gitarre heraus, ein Modell das auf Montes 1987 Alvarez-Yairi DY62C Elektro-Akustischen Gitarre beruht. Aufgrund seines "intensiven" Spiels hat Monte den Hals seiner DY62C-Gitarre im Laufe seiner Karriere schon vier Mal abgebrochen – die MMY1 hat daraufhin einen verstärkten Hals bekommen.

## Diskografie

### Studioalben
- Monte Montgomery [EP] (1990)
- Lost & Found (1993)
- 1st & Repair (1998)
- Mirror (1999)
- Wishing Well (2001)
- The Story of Love (2003)
- Architect (2004)
- Monte Montgomery (2008)
- Tethered (2012)
- Dragonfly (2016)

### Livealben
- Live at the Caravan of Dreams (2002)
- New & Approved (2003)
- At WorkPlay (2005)

### Live-DVDs
- At WorkPlay (2005)